# أنتوني السيئ (فلم)
أنتوني السيئ (بالإنجليزية: Anthony Adverse) هو فيلم دراما تم إنتاجه في الولايات المتحدة وصدر في سنة 1936.

## طاقم التمثيل
- فريدريك مارس

### ترشيحات وجوائز
| السنة | الحدث | الفئة                      | النتيجة |
| ----- | ----- | -------------------------- | ------- |
|       |       | أوسكار أفضل ممثلة مساعدة   | فوز     |
|       |       | أوسكار أحسن تصوير سينمائي  | فوز     |
|       |       | أوسكار أحسن مونتاج         | فوز     |
|       |       | أوسكار أحسن موسيقى تصويرية | فوز     |
|       |       | أوسكار أحسن مخرج مساعد     | ترشـيـح |
|       |       | أوسكار أحسن تصميم إنتاج    | ترشـيـح |
|       |       | أوسكار أحسن فيلم           | ترشـيـح |

## وصلات خارجية
- مقالات تستعمل روابط فنية بلا صلة مع ويكي بيانات